# São Sebastião do Tocantins
São Sebastião do Tocantins es un municipio brasileño del estado del Tocantins. Tiene una población estimada, a mediados de 2020, de 4,852 habitantes.
Se localiza a una latitud 05º15'26" sur y a una longitud 48º12'00" oeste. Está a una altitud de 105 metros y tiene un área de 287,3 km².